# Joseph Thouvenel
 (juillet 2024).
Joseph Thouvenel est un syndicaliste français.

## Biographie
Septième enfant d’une famille marquée par le catholicisme social, Joseph Thouvenel abandonne ses études à 16 ans et enchaîne les petits boulots comme homme de ménage dans des sociétés de nettoyage.
Il entre ensuite à la Bourse de Paris comme garçon de recette à la charge Leven avant d’intégrer l’Autorité des marchés financiers à la commission des sanctions.
Il adhère à la CFTC (Confédération Française des Travailleurs Chrétiens) en 1983 et crée une section syndicale à la bourse de Paris. En 2002, il est élu secrétaire général adjoint de la CFTC lors du Congrès de Toulouse, puis réélu en 2005 et 2008. Il est également membre du conseil exécutif de la Confédération syndicale internationale et de celui de la Confédération européenne des syndicats. Lors du Congrès 2011, il est élu vice-président chargé des questions économiques et internationales et participe à ce titre à la négociation de l’accord national interprofessionnel de 2013. En 2016, sa participation à La Manif pour Tous sème le trouble dans son syndicat,.
Joseph Thouvenel a par ailleurs publié en 2017 une sélection de ses chroniques tenues sur Radio Notre-Dame depuis 2009. Il est un invité régulier sur CNEWS, où il tient un discours de déni du changement climatique.
Marié et père de deux enfants, Il témoigne régulièrement que le fil rouge de son engagement est et a toujours été la Doctrine sociale de l’Eglise.
En 2014, il est nommé au Haut conseil du dialogue social.
Membre du Conseil économique, social et environnemental de 2015 à 2021.
Il crée en 2022 sur internet la revue Capital social,, dont il devient directeur de la rédaction .
Actuellement il est aussi vice président du Centre Européen pour les Travailleurs.

## Décorations
- Chevalier[24] puis Officier de l'Ordre national du Mérite[25].

## Publications
- Chroniques chrétiennes sociales et sociétales, Téqui, 2017
- Cent ans de syndicalisme chrétien, et après ?, Téqui, 2019
- Travail, la nouvelle donne, Salvador (à paraitre)